# Капиталина Ерић
Капиталина Ерић (Ачинск, 7. новембар 1919 — Београд, 19. септембар 2009) била је српска позоришна, филмска и ТВ глумица.

## Биографија
Рођена је у месту Ачинск у Сибиру у данашњој Русији. Још као беба дошла је са родитељима у село Челопек код Зворника одакле јој је био отац Алекса Ерић. Мајка је била Филисата, Рускиња, љубитељ позоришта. Детињство је провела у околини Зворника где је похађала основну школу у селу Тршићу. После тога је школовање наставила у Београду. Била је члан Југословенског драмског позоришта од оснивања 1947. године.
У периоду 1952-1998 остварила је 43 улоге у филмовима и ТВ серијама. Неке од значајнијих улога биле су у делима: Два погледа кроз кључаоницу (1960), Јерма (1961), Јегор Буличов (1967), Једног дана, једном човјеку (1968), Изгубљени син (1970), Позориште у кући (1972-1973), Девојка бржа од коња (1974), Голгота (1975), Булевар револуције (1992), Три палме за две битанге и рибицу (1998). Прву филмску улогу играла је у филму Сви на море из 1952. године.
Последњу представу је играла у својој 85. години. Била је то једночинка „Унапред плаћено милосрђе“ Кшиштофа Занусија. Играла ју је са Радом Ђуричин у Битеф театру, а гостовали су и у Словенији. Написала је аутобиографску књигу „Од Сибира до Цветног трга“  113611020. Била је удата за глумца Љубомира Богдановића коме је и посветила књигу.
Последњи део живота провела је у Дому пензионера Вождовац. Ту је и наступала са Радом Ђуричин, Јеленом и Иваном Жигон. Преминула је у Београду 19. септембра 2009. године и кремирана у кругу породице по сопственој жељи.
Позориште у Зворнику је од 10. октобра 2010. године понело име по Капиталини Ерић.

## Филмографија
| Год.   | Назив                             | Улога                                |
| ------ | --------------------------------- | ------------------------------------ |
| 1950-е |                                   |                                      |
| 1952.  | Сви на море                       | диригент                             |
| 1960-е |                                   |                                      |
| 1960.  | Два погледа кроз кључаоницу       |                                      |
| 1961.  | Мица и Микица                     |                                      |
| 1961.  | Јерма                             |                                      |
| 1962.  | Сибирска леди Магбет              |                                      |
| 1963.  | Ромео и Ђулијета                  | дадиља                               |
| 1964.  | Позориште у 6 и 5 (ТВ серија)     |                                      |
| 1967.  | Немирни                           |                                      |
| 1967.  | Височка хроника                   |                                      |
| 1967.  | Јегор Буличов                     | Зубанова                             |
| 1968.  | Сирота Марија                     |                                      |
| 1968.  | Вукадин                           |                                      |
| 1968.  | Стравиња                          |                                      |
| 1968.  | На рубу памети                    | Гђа Амалија Аквакурти-Сервас-Дељска  |
| 1968.  | Максим нашег доба                 | Мила, жена Максимова                 |
| 1968.  | Власници кључева                  |                                      |
| 1968.  | Стан                              | њена мајка                           |
| 1968.  | Слепи миш                         | Макрена                              |
| 1968.  | Једног дана, једном човјеку       |                                      |
| 1968.  | Дама с камелијама                 |                                      |
| 1969.  | Туберкулоза                       |                                      |
| 1969.  | Тања                              |                                      |
| 1969.  | Обична прича                      |                                      |
| 1970-е |                                   |                                      |
| 1970.  | Рођаци                            | рођака                               |
| 1970.  | Зид и ружа                        |                                      |
| 1970.  | Омер и Мерима                     |                                      |
| 1970.  | Изгубљени син                     |                                      |
| 1971.  | С ванглом у свет                  |                                      |
| 1972.  | Женски разговори                  | рођака                               |
| 1972.  | Злочин и казна                    | Пулхерија Александровна Раскољникова |
| 1972.  | Пораз                             |                                      |
| 1972.  | Глумац је, глумац                 |                                      |
| 1972.  | Позориште у кући                  | Белана                               |
| 1974.  | Одлазак Дамјана Радовановића      | Евдокија Васиљевна - служавка        |
| 1974.  | Девојка бржа од коња              |                                      |
| 1975.  | Голгота                           | рођака                               |
| 1980-е |                                   |                                      |
| 1982.  | Три сестре                        |                                      |
| 1983.  | Последње совуљаге и први петли    | кума                                 |
| 1986.  | Несташко                          | кума Јагода                          |
| 1987.  | Бољи живот                        |                                      |
| 1989.  | Вук Караџић                       |                                      |
| 1989.  | Балкан експрес 2                  |                                      |
| 1990-е |                                   |                                      |
| 1992.  | Булевар револуције                |                                      |
| 1998.  | Три палме за две битанге и рибицу | баба Лепа                            |
| 1998.  | Кнез Михаило                      |                                      |